# NGC 4102
NGC 4102 is een balkspiraalstelsel in het sterrenbeeld Grote Beer. Het hemelobject werd op 12 april 1789 ontdekt door de Duits-Britse astronoom William Herschel.

## Synoniemen
- UGC 7096
- MCG 9-20-94
- ZWG 269.36
- IRAS12038+5259
- PGC 38392